# Protal·lus

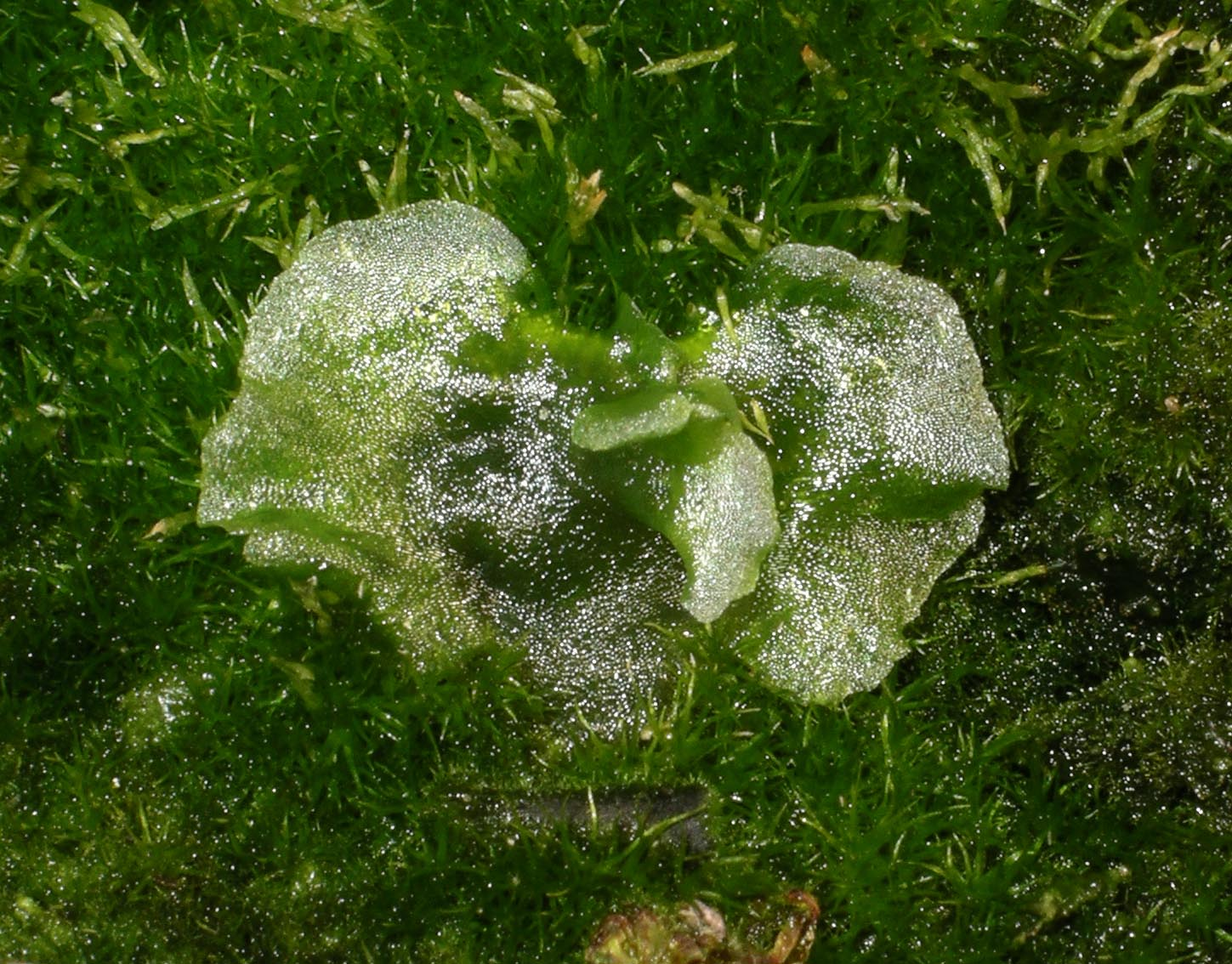
Protal·lus de Dicksonia antarctica

El protal·lus (Prothallium) és un gametòfit tal·lós, verd o incolor, poc diferenciat, originat a partir de l'espora d'un pteridòfit i productor d'anteridis o d'arquegonis.
El protal·lus té la forma d'una petita làmina prima generalment de forma triangular cordiforme. Després de la germinació de l'espora es forma un protonema que progressivament es desenvolupa en prototal·lus. Aquesta estructura es forma per divisió per mitosi de cèl·lules haploides.
El protal·lus presenta sobre la cara inferior petits rizoides (similars a les arrels) que absorbeixen els elements nutritius de l'aigua i fixen el protal·lus. En el protal·lus no hi ha diferenciació en teixits conductors.
El protal·lus porta també els òrgans sexuals mascles (anteridis) i/o femenins (arquegonis).